# ELECTRIC SUMMER
「ELECTRIC SUMMER」（エレクトリック サマー）は、Base Ball Bearの1枚目のシングル。

## 概要
- メジャーデビュー後1作目となるシングル。
- 初回限定盤は特殊紙ジャケット仕様。
- オリコンチャートの2006年7月3日付週間CDアルバムランキングでは、3,329枚を売り上げ41位にランクインした[1]。

## 収録曲
- 全作詞・作曲：小出祐介、全編曲：Base Ball Bear

1. ELECTRIC SUMMER
  - 略称は「エレサマ」[2][3]。
  - テレビ東京系『JAPAN COUNTDOWN』2006年6月度オープニングテーマ。
  - tvk他「saku saku」2006年6月度エンディングテーマ。
  - SUPERCAR、TRICERATOPS、ナンバーガールのロックバンド3組を意識して製作された[3]。
  - 同名異曲が『HIGH COLOR TIMES』時代にも作られている。
  - かつてはライブの定番曲だったが、2016年12月31日の「COUNTDOWN JAPAN 16/17」以来、2022年現在演奏されておらず、3人体制となってからは1度も披露されていない。
  - 1stアルバム『C』、ベストアルバム『バンドBのベスト』・『増補改訂完全版「バンドBのベスト」』に収録。
2. Good bye
3. SAYONARA-NOSTALGIA（LAST SUMMER ver.）
  - インディーズ時代のアルバム『夕方ジェネレーション』に収録された楽曲の別バージョン。

## MV
- 監督は児玉裕一。
- 撮影地は科学技術館で、映画「太陽を盗んだ男」のオマージュ作品となっている[2]。
- 2007年のSPACE SHOWER MUSIC VIDEO AWARDSにおいて「BEST NEW ARTIST VIDEO」に選出されている。